# Detonation (Band)
Detonation ist eine niederländische Thrash-Metal- und Melodic-Death-Metal-Band aus Zeist, die im Jahr 1997 unter dem Namen Infernal Dream gegründet wurde.

## Geschichte
Die Band wurde im Jahr 1997 unter dem Namen Infernal Dream von Koen Romeijn, Mike Ferguson und Thomas Kalksma gegründet. Nachdem im Folgejahr Otto Schimmelpenninck van der Oije als Bassist zur Band gekommen war, änderte sie ihren Namen in Detonation. Zudem begab sich die Gruppe erstmals ins Studio, um zwei Lieder für einen niederländischen Sampler aufzunehmen. Einen Monat später wurde der erste Auftritt abgehalten. Im Januar 1999 erschien der Sampler Crushed Skull bei Skull Crusher Records. Später im selben Jahr begab sich die Band erneut ins Studio, um die EP Lost Euphoria aufzunehmen, die vier Lieder enthält. Einen Monat später erfolgte die Veröffentlichung des Tonträgers, ebenfalls bei Skull Crusher Records. Nach mehreren Auftritten im Jahr 2001, unter anderem im April zusammen mit Orphanage, nahm die Band drei neue Lieder auf, um diese als Demo zu veröffentlichen. Im Folgejahr wurde das Debütalbum An Epic Defiance innerhalb von zwei Wochen im Excess Studio in Rotterdam aufgenommen. Das Album erschien im Oktober 2002 in Eigenveröffentlichung innerhalb der Niederlande. Im Jahr 2003 unterzeichnete Detonation einen Plattenvertrag bei dem französischen Label Osmose Productions für die Veröffentlichung von drei Album. Bei dem Label wurde im Juni das Debütalbum weltweit wiederveröffentlicht. Im Sommer und Herbst ging die Gruppe jeweils einmal auf Tournee durch Großbritannien. Im Februar begann eine dreizehntägige Tour durch Europa zusammen mit der schwedischen Band Dimension Zero und der polnischen Gruppe Immemorial. Dabei trat Detonation unter anderem auch in Hamburg auf. Danach begab sich die Band in das Excess Studio, um ihr zweites Album aufzunehmen, das im September 2004 unter dem Namen Portals of Uphobia bei Osmose Productions bzw. in den USA bei The End Records erschien. Im selben Monat erschien zudem das At-the-Gates-Tribute-Album Slaughterous Souls - A Tribute to At the Gates bei Drowned Scream Records, wofür die Band ihre Version des Liedes Under a Serpent Sun beisteuerte. 2005 ging die Band auf eine weitere Europatournee zusammen mit Decapitated, Gorerotted und Dãm. Die Tour umfasste 15 Auftritte in England, den Niederlanden, Belgien, Frankreich und Deutschland. 2006 hielt die Band zudem eine Tour durch Großbritannien ab, die aus fünf Auftritten zusammen mit der niederländischen Gruppe Fuelblooded bestand. Im Januar 2007 nahm Detonation in den Split Second Sound Studios ihr drittes Album Emission Phase auf, unter der Leitung von Jochem Jacobs und Bouke Visser. Zur Veröffentlichung des Albums im April wurde eine achttägige Tour durch Großbritannien abgehalten. Im Juni folgte eine Tour durch die Niederlande, um das Album zu bewerben. Im September und Oktober folgten weitere Auftritte in den Niederlanden, wobei sie unter anderem auch zusammen mit Cynic und Paradise Lost spielte. Im Dezember folgte eine weitere kleine Tour durch Großbritannien. Am 22. Februar 2008 hielt die Band einen Auftritt auf der Avalanche Rock Show ab, die Teil des Moksha Kulturfestivals in Delhi, Indien, war. Zwei Tage später folgte ein Auftritt auf dem Eastwind Festival, ebenfalls in Delhi. Nach zehn Jahren kam im März 2008 Danny Tunker als Gitarrist zur Besetzung, woraufhin sich Romeijn entschied, sich komplett auf den Gesang zu konzentrieren. Kurze Zeit später verließ der Schlagzeuger Kalksma die Band. Als Session-Schlagzeuger stieß Michiel van der Plicht (God Dethroned, Prostitute Disfigurement) hinzu. 2009 schrieben Ferguson und Romeijn an neuen Liedern für ein viertes Album. Zudem wurden Auftritte inner- und außerhalb der Niederlande abgehalten. Im Folgejahr wurde das Album Reprisal unter der Leitung von Harry van Breda in den Oerknal Studios aufgenommen. Gegen Ende des Jahres trennte sich die Band vom Gitarristen Tunker und dem Schlagzeuger van der Plicht. Als neuer Schlagzeuger kam Allard van der Kuip hinzu und van Breda spielte in der Band den Bass. Nach zwei Jahren von geringer Aktivität, erschien Reprisal im März 2011, wobei Romeijn nun wieder sowohl den Gesang als auch die E-Gitarre übernahm.

## Stil
Auf ihrem Facebook-Profil gibt die Detonation Eucharist, Dismember, Entombed, Iron Maiden, Death, Megadeth, Metallica, Morbid Angel und Pantera als Einflüsse an. Eduardo Rivadavia von Allmusic befand, dass die Band Melodic Death Metal im Stil von schwedischen Bands wie Dark Tranquillity und In Flames spielt. Jan Fleckhaus vom Metal Hammer bezeichnete die Musik auf Emission Phase als modernen Thrash Metal, der melodisch und brutal sei. Auf dem Album sei ein roter Faden zu erkennen. Zudem seien die Lieder gelegentlich rockig und psychedelisch. Außerdem würden die Songs eine „Verbindung von Härte und Tiefe, technischem und kompositorischem Können und eine unüberhörbare Menge Spielfreude“ vorweisen.

## Diskografie
- 1998: Promo 1998 (Demo, Eigenveröffentlichung)
- 2000: Lost Euphoria (EP, Skull Crusher Records)
- 2001: Promo 2001 (Demo, Eigenveröffentlichung)
- 2002: An Epic Defiance (Album, Eigenveröffentlichung)
- 2005: Portals to Uphobia (Album, Osmose Productions)
- 2007: Emission Phase (Album, Osmose Productions)
- 2011: Reprisal (Album, Eigenveröffentlichung)